# Gregorio Fonseca Recio
Gregorio "Goyo" Fonseca Recio (La Seca, Valladolid, 26 de novembre de 1965) és un exfutbolista castellanolleonès. Va jugar com davanter en el RCD Espanyol o el Reial Valladolid, entre d'altres equips. Va ser internacional amb la selecció espanyola.

## Trajectòria
Fonseca es va formar en les categories inferiors del Reial Valladolid. Amb 18 anys va debutar amb el primer equip, en Primera Divisió, el 5 de febrer de 1984, en un matx davant el Reial Saragossa en el qual va marcar un gol. Les dues següents temporades va tenir algunes aparicions, jugant en total 21 partits en els quals va marcar quatre gols.
Després de passar la temporada 1986-87 pel CD Màlaga de Segona Divisió, va tornar a Valladolid, on a poc a poc va esdevindre en un dels referents ofensius de l'equip. La seva explosió definitiva va ser la temporada 1990-91, en la qual es va proclamar el màxim realitzador del seu equip, amb 14 gols en 37 partits. La siguente campanya va millorar els seus registres en marcar 15 dianes que li van obrir les portes de la selecció espanyola, però que no van servir per a evitar el descens del seu equip.
Goyo Fonseca va fitxar llavors pel RCD Espanyol, on va tornar a viure l'experiència del descens en finalitzar la temporada, encara que, després d'un any a Segona Divisió, els periquitos van recuperar la categoria. En el club català, no obstant això, Fonseca, no va aconseguir mantenir els registres golejadors d'adés, al no disposar de minuts de joc, va fitxar per l'Albacete Balompié durant el mercat d'hivern de la temporada 1994-95. En el club manxec va jugar 13 partits, en els quals no va aconseguir marcar.
Després de tornar al Reial Valladolid la temporada 1995-96, Fonseca va decidir retirar-se. Posteriorment, ha estat agent de jugadors.

## Selecció espanyola
Va ser internacional en quatre partits amb la selecció espanyola, marcant un gol. Va debutar en un partit amistós contra la CEI, el 19 de febrer de 1992 a València. L'últim partit com a internacional va ser un encontre de classificació per a Mundial '94, que es va disputar a Riga davant Letònia, el 23 de setembre de 1992.